# Fritz Sperberg
Fritz Sperberg (* 20. Juli 1951 in Borger, Texas als Frederick David Sperberg) ist ein US-amerikanischer Schauspieler.
Sperberg war mehrmals als Averell Dalton an der Seite von Terence Hill in den Realverfilmungen der Lucky-Luke-Comics zu sehen. Sperberg spielte 1994 neben Terence Hill und Bud Spencer in Die Troublemaker.
Zudem war Sperberg 1992 neben Harrison Ford in Die Stunde der Patrioten zu sehen.
Sperberg hatte zahlreiche Gastauftritte in amerikanischen Serien, so unter anderem in Sabrina – Total Verhext!, Walker, Texas Ranger, Ein Engel auf Erden, Star Trek: Deep Space Nine (Folge 138) und Star Trek: Raumschiff Voyager (Folge 153).
Zuletzt war er in mehreren Kurzfilmen zu sehen.